# Frederik Lambertus Geerling

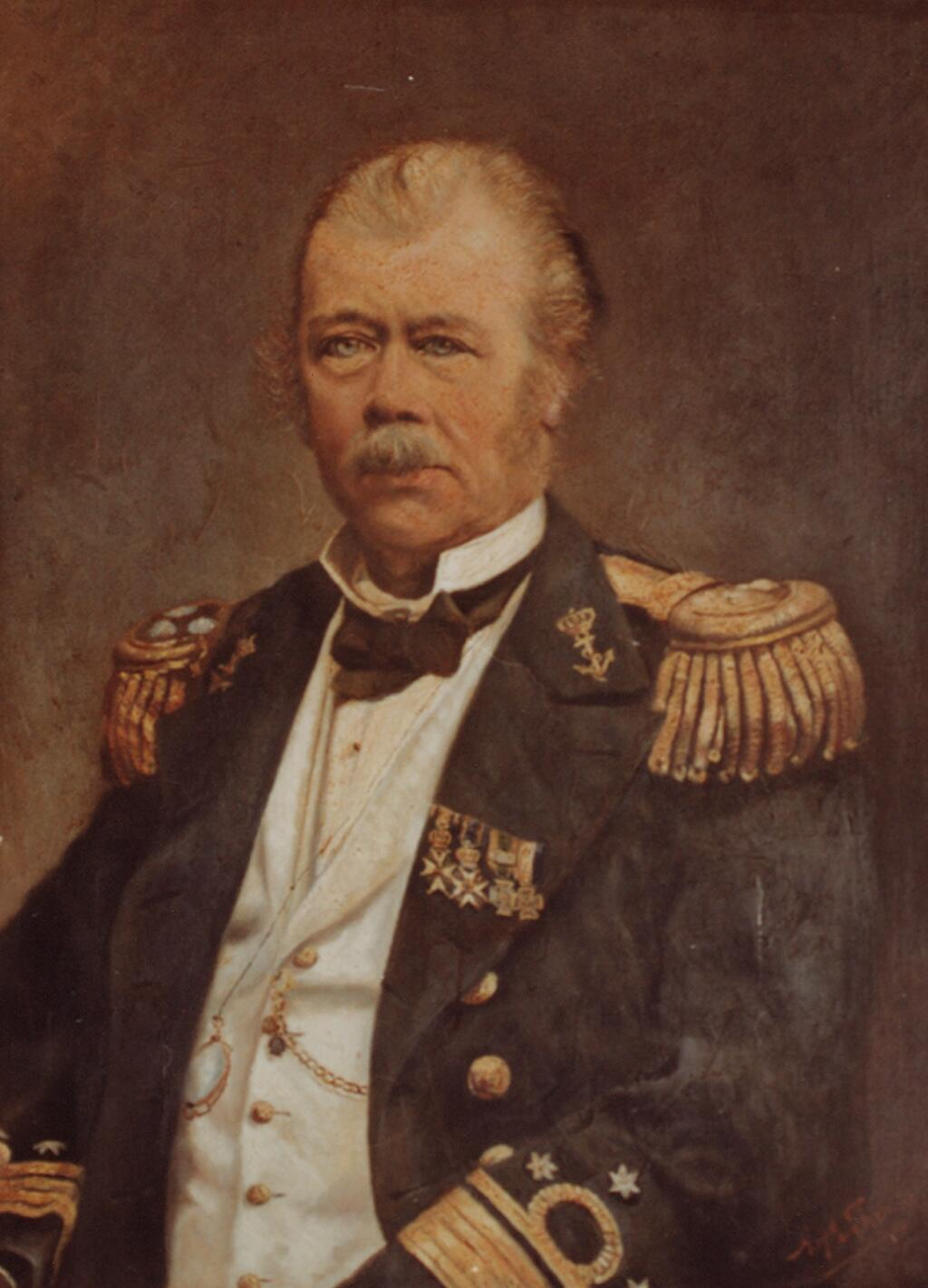
Vizeadmiral Frederik Lambertus Geerling

Frederik Lambertus Geerling (* 4. Mai 1815 in Maastricht, Provinz Limburg; † 12. Januar 1894 in Den Haag) war ein niederländischer Seeoffizier, Vizeadmiral und konservativer Politiker, der unter anderem zwischen 1883 und 1884 im Kabinett Heemskerk Azn. Marineminister war.

## Leben
Frederik Lambertus Geerling sollte nach dem ursprünglichen Wunsch seiner Eltern in den kirchlichen Dienst eintreten und wurde deshalb auf die Lateinschule in Utrecht und später in Arnhem geschickt, wo sein Vater als Hauptmann den Posten als Provinzkommandant innehatte. Anschließend trat er 1832 in das Marineinstitut in Medemblik ein und wurde nach Abschluss der dortigen Ausbildung im Oktober 1835 zum Seekadett (Adelborst I. Klasse) ernannt. Im Anschluss wurde er 1839 zum Leutnant zur See (Luitenant ter zee tweede klasse) sowie 1850 zum Oberleutnant zur See (Luitenant ter zee eerste klasse) befördert und war ab 1852 Kommandant mehrerer Schiffe. Danach wurde er 1859 zum Kapitänleutnant (Kapitein luitenant ter zee) sowie 1866 zum Kapitän zur See (Kapitein-ter-zee) befördert. Bei der Parlamentswahl 1866 kandidierte er im Wahlkreis Leiden für ein Mandat in der Zweiten Kammer der Generalstaaten, erhielt jedoch nur wenige Stimmen. Er nahm im Zusammenhang mit einem Konflikt mit Venezuela  1870/71 an einer Expedition in westindischen Gewässern teil.
Nach seiner Beförderung zum Konteradmiral (Schout-bij-nacht) am 16. November 1872 wurde Geerling durch Königlichen Erlass vom 30. September 1873 zum Kommandanten der Marine und Chef der Marineabteilung in Niederländisch-Ostindien (Commandant der Zeemacht en chef departement van Marine te Nederlands-Indië) ernannt und bekleidete diese Funktion vom 15. Januar 1874 bis zum 1. August 1877. Während dieser Zeit erfolgte am 17. Juni 1875 auch seine Beförderung zum Vizeadmiral (Vice-admiraal) befördert und trat am 1. August 1877 in den Ruhestand.
Am 23. April 1883 übernahm Geerling im Kabinett Heemskerk Azn. den Posten als Marineminister (Minister van Marine) und hatte diesen bis zu seinem Rücktritt am 19. April 1884 inne, woraufhin Willem Frederik van Erp Taalman Kip seine Nachfolge antrat. Obwohl der von ihm vorgelegte Marine-Haushalt in der Ersten Kammer der Generalstaaten sowie in der Zweiten Kammer der Generalstaaten, den beiden Häusern des Parlaments (Generalstaaten) beschlossen wurde, trat er nach der Haushaltsdebatte in der Ersten Kammer zurück. In dieser Debatte hätte der Minister erklären sollen, dass er seine Pläne bezüglich des Hilfsgeschwaders (Auxiliair eskader) und der Schulschiffe (Opleidingsschepen) zurückziehen werde. Formal war jedoch seine Gesundheit der Grund für seinen Rücktritt. Nach seinem Ausscheiden aus der Regierung war er noch einige Jahre Vorsitzender des konservativen Wahlbündnisses Vaderland en Koning. Für seine Verdienste wurde ihm das Ritterkreuz des Militär-Wilhelms-Orden verliehen.

## Veröffentlichungen
- Gedachten over Indische toestanden en koloniale kwestien, Van den Heuvell & Van Santen, Leiden 1868
- De provincie Suriname, W. P. van Stockum & zoon, Den Haag 1887